# 異世界悠閒農家
《異世界悠閒農家》是内藤騎之介創作、やすも負責插圖的日本輕小說。2016年12月29日於小說投稿網站成為小說家吧發表網路版，連載初期小說名是異世界農家，後發現同站有名稱相同的小說，因此改為目前的作品名。截至2024年6月，本作系列累積發行超過470萬本。2022年4月，正式宣布改編為電視動畫的企劃，並於同年8月宣佈由ZERO-G擔任動畫製作。

## 簡介
街尾火樂大學畢業後於黑心公司就業，由於身體過度操勞工作帶來的傷害以至於三十歲後就一直躺在醫院病床上，享年39歲。
在街尾火樂離世後出現在眼前的神給了他轉移到異世界的機會，並詢問街尾火樂有什麼願望，因長年臥病在床而祈求能有不會生病的身體，得到了「健康的身體」；生前人際關係的運氣不佳而希望能轉移稍微人煙稀少的地方，因此被轉移到世界最危險的地方「死亡森林」；主角希望轉移後能從事農業，獲得了可以根據想像自在變化為農業用具的「萬能農具」。

## 登場人物

### 大樹村

#### 主要角色

##### 村長、夫人
| 街尾火樂 |            |        |            |        |            |        |          |
| 第1位    | 露露西・露 | 第6位  | 拉絲蒂絲姆 | 第11位 | 庫德兒     | 第16位 | 希特爾托 |
| 第2位    | 蒂雅       | 第7位  | 哈克蓮     | 第12位 | 可蘿涅     |        |          |
| 第3位    | 莉亞       | 第8位  | 賽娜       | 第13位 | 拉姆莉亞斯 |        |          |
| 第4位    | 安         | 第9位  | 芽         | 第14位 | 莉婕       |        |          |
| 第5位    | 芙勞蕾姆   | 第10位 | 格蘭瑪莉亞 | 第15位 | 菈法       |        |          |

街尾火樂（聲：阿部敦）
一般社畜。因在大學畢業後進入血汗公司導致過度操勞，最終不敵病魔，卒年三十九歲。種族為人類(?)，本名「街尾火樂（街尾火楽）」，大樹村村長。創世神將他轉移至異世界時是在最危險的地方「死亡森林」。從簡單的種地開始從事農業，隨著各式各樣的村民移居後建立了村落。
使用創世神賜予的「萬能農具」能配合火樂的思考促成各種作業的最佳結果，會根據變化的器具產生相應的農業資源或現象，也能變為槍，因「萬能農具」其實是「神槍葛萊姆」的複製品，但人類若是使用在正常情況下是會被瞬間吸乾生命力導致死亡，而火樂能夠一直使用還沒事則是因為創世神賜予他健康的身體以及強韌的生命力。
在村子裡是最高權力與戰力的存在，因為神槍葛萊姆的加持下擁有可以獨自擊殺難以想像強敵（包含神代龍族）的戰鬥能力，所以村中的人以及魔物們都很敬畏他，但他本人並不知情。
對於料理方面，因為有著過去在現代的烹飪知識，對於異世界的居民來說是一種未知的美味領域（比如味噌之類的發酵品）。
同時也運用了殘留上一世的現代記憶做了許多娛樂性質的「玩具」給村民以及魔物們娛樂用，比如麻將、飛盤、西洋棋、圍棋、保齡球以及各種類的牌技遊戲等。
露露西·露（聲：下地紫野）
吸血姬，被稱為大賢者，吸血鬼族，精通魔法與藥草醫學，非常喜歡研究未知的事物。村長的第一夫人，與村長育有一子一女。
蒂雅長久以來的勁敵與摯友，最初是為了逃避某國貴族的追緝而進入死亡森林，在進入死亡森林的時候被小黑等地獄狼以及座布團孩子們集合攻擊而敗陣，隨後與火樂相遇並被火樂搭救，最終在被火樂熱烈追求下定居於大樹村。
可以經由吸血恢復自身體力與魔力，甚至擁有能變換體型的變身能力，體力與魔力用盡時會是蘿莉體型，恢復後為身材姣好的大美女（受不了火樂的熱烈追求時會變成少女體態），但意外地在懷孕的過程中該能力會暫時失效。
也因為身份特殊與戰力不低，所以是被魔王國畏懼的存在。
蒂雅（聲：洲崎綾）
殲滅天使，女主角之一，天使族，村長的第二夫人，與村長育有二女。
露長久以來的勁敵與摯友，為了追緝露而進入死亡森林，在進入死亡森林的時候跟露一樣被小黑等地獄狼以及座布團孩子們集合攻擊而敗陣，隨後被露半強迫的留在村裡定居。
精通魔法，可以召喚土屬性傀儡幫忙搬運東西，背後有天使雙翼可以在天空中飛行，但雙翼平時是隱藏起來的狀態。
和露一樣因為身份特殊與戰力不低，所以是被魔王國畏懼的存在。
在漂亮的外表下，藏有一個容易腹黑的人格。
莉亞（聲：Lynn）
高等精靈種族代表，女主角之一，第三位(帶團)來大樹村，與村長育有一子。
原本居住在魔王國北方森林中的種族，因捲入人類國度間的紛爭而分散各地。善於狩獵以及建設土木建築。
拉絲蒂絲姆（聲：日岡夏美）
「狂龍」，龍族，德萊姆與葛菈法倫之女，愛稱「拉絲蒂」，與村長育有一子一女。
因誤會德萊姆準備禮品而半夜出門的詭異舉動襲擊大樹村，在攻擊前被德萊姆阻止，葛菈法倫因為畏懼火樂持有的「神槍葛萊姆」威力，故讓她留在大樹村觀察村長的動向。一開始由打雜做起，但是經常搞砸，隨後發現她對禮儀規範等非常熟悉，因此火樂讓她在村裡負責外交的工作。金色長髮，給人一種俐落強悍的印象，像是學校里的學生會長或風紀委員。
哈克蓮(白蓮)（聲：伊藤加奈惠）
「真龍」，龍族，德斯與萊美蓮之長女，德萊姆之姊，拉絲蒂的姑姑（比拉絲蒂年長900歲以上），但看起來像鄰家大姊姊，與村長育有兩子一女。
因忌妒拉絲蒂先找到結婚對象而襲擊大樹村周遭，被村長打敗後投降，後德斯讓她以謝罪的形式留在大樹村幫忙，主要教導村民讀寫和算數。
雖然嘴上會先抱怨，但還是會將交代的事項做完，這是她一直以來的壞習慣。
知道自己化為人類型態較被火樂喜歡，故後期比較不願意變成龍族原本的型態，但被火樂指派運輸貨物等任務交付時還是會乖乖變回龍型。（火樂有注意到她這點，並覺得她很可愛）
芙勞蕾姆（聲：岡咲美保）
魔族，比傑爾之女，與村長育有一女。
原本是優莉公主的學伴，但因事關重大而被比傑爾以大樹村代官的名義緊急派來觀察大樹村的動向，後為文官少女組的首領。負責大樹村對外的商業交涉。

#### 吸血鬼
擅長各式魔法的長壽種族，當受傷時透過攝取人類血液回復，一般狀況是進行普通的飲食。年輕的吸血鬼常會有特異的舉動。
瓦爾格萊夫（聲：小野大輔）
吸血鬼，露與芙蘿拉的爺爺。本名不詳，有著諸多別名，通稱「始祖（さん）」，科林教（コーリン教）宗主。外表看起來是年輕的鄰家哥哥，年齡約4000歲，不記得本名的原因是因為經常刪除不需要的記憶，據他本人所述能記住的只有最近200年內的事情而已。
實力高強，聽到露產下子嗣的消息而探訪大樹村，能避開村中警戒網進到大樹村。
虔誠的創世神信徒，但對於創世神的面容因為經常刪除記憶的關係變得模糊，最初來到大樹村時看到村長火樂雕刻供奉的創世神雕像時便不由自主五體投地跪拜，之後希望能帶走雕像但火樂不允許，在退而求其次的選擇下由火樂再雕刻出另一座創世神雕像讓他帶走，隨後供奉在其信仰創世神教堂的神殿主殿中，對於創世神相關物品有狂熱的愛好。
三千年前的名字是魯馬尼·布蘭·特蘭西亞，在各個敵對過的勢力都有些蔑稱。
露露西·露

芙蘿拉·薩克多（聲：富田美憂）
吸血鬼，露的堂(表)妹，擅長治療魔法與藥品研究。
在露失去消息而四處探索後找到死亡森林，在進入死亡森林的時候和露一樣被小黑等地獄狼以及座布團孩子們集合攻擊而敗陣，後帶著鬼人族女僕們一同移居。
在努力不懈的研究下完成了該世界所沒有的初階味噌以及醬油（以村長火樂的評分是味道尚可但還遠遠不及正統），還在持續努力的研究改良到村長滿意為止。
因為也是現役的中二病所以能明白阿爾弗雷德的感性，後來幫他製作了一些玩具。

#### 天使族
背後可以展開純白雙翼，並飛翔於空中的種族，有著悠久歷史，過去曾以"神人族"自居。
琪亞比特
天使族，天使族族長的女兒，因不滿蒂雅私訂終身而帶領部下襲擊大樹村，但被小黑與座布團的孩子們制服。
在村長通過了各種試煉後認可村長作為蒂雅丈夫的資格，與蘇爾琉及蘇爾蔻一起移居大樹村。
在村內主要配合哈比族主要負責上空巡邏任務，但因為個性認真，有時會被騙去幫忙其他人的工作。
蒂雅

格蘭瑪莉亞（聲：吉岡茉祐）
撲殺天使，蒂雅的部下，種族為天使族，穿著類似女武神的武裝，負責村莊的外圍警戒。
與村長育有一女。
庫德兒（聲：嶋野花）
撲殺天使，蒂雅的部下，種族為天使族，穿著類似女武神的武裝，負責村莊的外圍警戒。喜歡用裝有煉獄狼角的長槍進行轟炸。
與村長育有一女。
可蘿涅（聲：相坂優歌）
撲殺天使，蒂雅的部下，種族為天使族，穿著類似女武神的武裝，負責村莊的外圍警戒。
與村長育有一女。
蘇爾琉、蘇爾蔻
雙子天使，於姊妹們收到格蘭瑪莉亞邀請後移居大樹村。移居後與格蘭瑪莉亞等人及哈比族負責上空巡邏任務。

#### 哈比族
雙手與羽毛翅膀合而為一的種族，通常是團體行動，與蜥蜴人一樣全體服從天使族的命令。
馬赫
哈比族的代表。村長為了方便辨識而替她取名。

#### 鬼人族
額頭髮際線上有一或兩根小小的尖角，在村內負責管理村長與其宅邸的大小事務，以及照護村長年幼的子女們。故事一開始的料理技術相當差勁，隨著故事的推移逐漸改善。
安（聲：藤井幸代）
種族為鬼人族，種族代表。
做為鬼人族女僕們的領袖，個性嚴格認真，平時不苟言笑，對於偷吃食物或破壞整潔的人會嚴厲斥責，被村民一致認為是生起氣來最恐怖的。
與村長育有一子一女。
拉姆莉亞斯（聲：相坂優歌）
種族為鬼人族，獸人族總管。喜歡小孩。與村長育有一女。
婭茲琪
種族為鬼人族，女僕之一。
其他十八名鬼人族
種族為鬼人族。

#### 九尾狐
陽子
九尾狐，實力可以與人形狀態的白蓮互毆，曾與布爾加和斯蒂法諾到處作亂，現為大樹五村的代理村長。
因一重失蹤而暴走，始祖調停之後到訪，起意支配（實為親自保護）大樹村時受了村長一擊後投降，回村後被座布團的孩子們綁起來並被小黑的子孫們痛毆一頓。
一重
九尾狐，陽子之女。
原是陽子讓某一村莊扶養，後遭襲擊該村莊的歹徒擄走，而歹徒的首領在逃亡時將一重用傳送魔法隨機送到死亡森林，被小黑與座布團的子孫、古拉兒和烏爾莎發現後帶回村裡。

#### 蜥蜴人
達尬（聲：石谷春貴）
種族為蜥蜴人，種族代表。與格魯夫經常切磋。
娜芙
種族為蜥蜴人，彌諾陶諾斯（牛頭人）總管。
其他十四名蜥蜴人及大樹村出生蜥蜴人
種族為蜥蜴人。

#### 高等精靈
原本居住在魔王國北方森林中的種族，因捲入人類國度間的紛爭而分散各地。
後經蒂雅的引薦與村長派出的地獄狼引導，最後共有五十多名高等精靈移居大樹村，善於狩獵以及建設土木建築。
另有一群被稱作食男人精的高等精靈群，與莉亞等人為不同氏族。
莉亞（聲：Lynn）

莉婕（聲：阿部菜摘子）
隸屬莉弗氏族的高等精靈之一，與村長育有一子。
曾在神代龍族一家初次來訪時，以麻將贏過神代龍族一家。
莉芙（聲：嶋野花）
隸屬莉弗氏族的高等精靈之一。
曾和莉薩一同被村長派去搜尋在死亡森林流浪的高等精靈。
莉薩
隸屬莉弗氏族的高等精靈之一。
曾和莉芙一同被村長派去搜尋在死亡森林流浪的高等精靈。
菈法（聲：柊優花）
菈弗氏族的高等精靈代表，與村長育有一子。
菈菈莎（聲：嶋野花）
隸屬菈弗氏族的高等精靈之一，擅長製作木桶。
莉格涅
莉弗氏族的戰士長，莉亞的母親，與瑪爾比特是舊識。
入村時因誤判高等精靈的立場而散發殺氣被座布團的孩子們綁起來並被小黑的子孫們痛毆一頓。後暫以學員的身分駐留在魔王國以便管理附近的高等精靈遺跡。

#### 山精靈
由萊美蓮的引薦而移居大樹村，外貌與高等精靈相似，不過膚色較深。
擅於架設狩獵用陷阱與找尋小型手工藝品製作材料，常與火樂村長一同製造村中各項生活用具。
芽（聲：杉山里穗）
山精靈種族代表，由於其他山精靈比自己先育有村長之子嗣而感到焦慮，但經常以錯誤的方式邀請村長。
對自己的小胸部有著自卑感，因此與希特爾托說好不談論與自己的胸部有關的話題。
希特爾托
芽的副手，曾是原本的首領人選，但認為芽更適合擔任而拒絕。其名在漫畫版和小說加筆登場。
試圖糾正芽錯誤的色誘行為。後與村長育有一子，成為與村長育有孩子的3名山精靈之一。
反逆的山精靈
因村長的夜生活太過風流而打算說服村長免對芽出手的山精靈。但在提及此事時被村長以看到友軍般的態度拜託她盡可能破壞氣氛。
想找出缺點而觀察村長，後因畢達哥拉斯裝置跟村長玩在一起。
為懷上村長孩子的3名山精靈之一。

#### 獸人族
由好林村引入之移民，約二十多人，以年幼女性為主。
在大樹村協助農作物採收與加工作業，女性們對收留他們的村長有思慕之情，甚至一度打算用大樹獎章讓自己懷上村長的孩子。
賽娜（聲：Machico）
獸人族代表，為好林村村長女兒，與村長育有一子一女。
瑪姆
種族為獸人族，樹人族總管。
加特
好林村村長的兒子，賽娜的哥哥。剛開始因無法適應有著大量地獄狼和惡魔蜘蛛的大樹村而幾乎整天躲在家裡，但在美食的誘惑下逐漸適應，最後成為大樹村的鐵匠。
娜特
加特的女兒，賽娜的姪女。很快的適應了有著大量地獄狼和惡魔蜘蛛的大樹村的生活，經常和烏爾莎一同騎著地獄狼玩耍和惹事。麻將實力高超。
當烏爾莎前往魔王國王都的加爾加魯德學園上學時，暫時替她擔任大樹村的孩子王。
格魯夫（聲：高橋良輔）
好林村最強的戰士，曾經是冒險者。後移居大樹村。
騎士部門的參賽常客。與達加是時常切磋的好勁敵。以日常便服參加夏莎多街市舉辦的武鬥會之後被稱為「武神格魯夫」。
在劍聖事件時關心畢莉卡的態度而被村裡的其他人誤以為有那方面的意思，在後來鄭重拒絕了畢莉卡的示愛。
戈爾
獸人族，男性，為村長之養子。經常看到其料理的身影而被稱作「主廚戈爾」。
目前在魔王國都的貴族學園中擔任教師，教授烹飪、農作、手工藝等生活技能。
與兩位女性結為連理，後於大樹五村舉辦了由火樂村長主持的婚宴。
席爾
獸人族，男性，為村長之養子。周遭女子眾多而被稱作「風流席爾」。
目前在魔王國都的貴族學園中擔任教師，教授烹飪、農作、手工藝等生活技能。
在魔王國期間捲入的各個事件中被各種女性傾慕，後與包含了四天王的荷在內的九位女性結婚，於大樹五村舉辦了由村長主持的婚宴。
因為妻子太多的關係感到十分困擾，不時向身處類似際遇的村長求教。
人數隨著參與的事件持續增加中，在妻子們協調後幾乎被軟禁在宅邸，達成了某個條件後才能被放出門。
布隆
獸人族，男性，為村長之養子。經常處理各種繁雜事務，被稱作「學者布隆」。
目前在魔王國都的貴族學園中擔任教師，教授烹飪、農作、手工藝等生活技能。
與一名女性結為連理，後於大樹五村舉辦了由村長主持的婚宴。
三兄弟中最普通的結婚狀況。

#### 古惡魔族
古吉（聲：浦田涉）
相當於古惡魔族的首領，很久以前被神代龍打敗之後服侍於門衛龍作為管家，經常得把喝醉的德萊姆接回去。
古老的大惡魔，在部分古文物中留下了許多不堪回首的紀錄。
布兒加
拉絲蒂的侍女，有「狂宴」之稱，擅長使用分身戰鬥。曾和陽子一同到處作亂。
史提法諾
拉絲蒂的侍女，有「黑槍」之稱，擅長用魔法槍戰鬥。曾和陽子一同到處作亂。
薇爾莎
比古吉更加古老的大惡魔，始祖的妻子，曾是魔神麾下37名軍團長之一，掌管「知識」的惡魔，部分魔法書籍的作者。
興趣是創作BL小說，古典級的作者，曾為了取材而綁架男性到始祖面前導致始祖封印了記憶與建造地下城後離家出走，三千年間繭居在之中悠然自得的持續寫作。

#### 長老矮人
身高與人類相近，但是因為頭顱較大因而顯得身材粗壯，女性成年後有鬍子。地位比一般矮人的王族還高。皆好美酒，聽聞大樹村釀製的葡萄酒的消息便涉險前來。
從前是作為少數能處理秘銀的鍛冶集團，秘銀短缺後改作為專職釀酒人集團，鍛冶則作為副業。
大樹村裡有著50名上的長老矮人。
多諾邦（聲：廣田行生）
種族代表，聽到了酒的相關傳聞後到訪大樹村，負責釀酒相關事務。
威爾科克斯
繼多諾邦之後來到大樹村的長老矮人，與多諾邦同樣是釀酒高手。
漫畫版中在招待神代龍族一家時表演雞尾酒調製。
他為畢莉卡做的劍激起了加特的競爭心。
庫洛斯
繼多諾邦之後來到大樹村的長老矮人，與多諾邦同樣是釀酒高手。

#### 文官少女組
負責村內記帳等文書工作的魔族少女們，主要由引起魔王國進軍大樹村（約三百人左右）未遂事件的千金們組成，由芙勞蕾姆全權管理。
芙勞蕾姆

菈夏希·德洛瓦
魔王國德洛瓦伯爵的次女，半人馬族總管。
庫拉卡瑟·普加爾（聲：小岩井小鳥）
魔王國普加爾伯爵的四女。與羅莎琳、蘿亞裘一同被芙勞稱為「沒腦袋的權貴蠢貨搭檔三人組」。
曾教導比傑爾打撞球的特殊技術。
羅莎琳·格里奇（聲：津田里穗）
魔王國格里奇伯爵的次女。與庫拉卡瑟、蘿亞裘一同被芙勞稱為「沒腦袋的權貴蠢貨搭檔三人組」。
蘿亞裘·馬蒙羅斯（聲：小山內怜央）
魔王國馬蒙羅斯子爵的次女。與庫拉卡瑟、羅莎琳一同被芙勞稱為「沒腦袋的權貴蠢貨搭檔三人組」。
洛瑪·修·瑪優洛斯
瑪優洛斯子爵的次女。名字僅在漫畫版附錄出現。
曾企圖向村長獻身，卻因被高等精靈發現而失敗。

#### 史萊姆
原本是由蒂雅帶來，維護村內廁所整潔的生物，後來發展出了許多其他品種。
酒史萊姆
因為飲用了村內自釀的葡萄酒而變成紫紅色的史萊姆，散發出酒氣，時常向村長討酒喝。大樹村療癒代表之一。
神聖史萊姆
純白色的史萊姆，會使用治癒系魔法。
其他顏色的史萊姆
跟普通（藍色）史萊姆在功能上沒有什麼區別，只差在平時性格的部分。

#### 地獄狼
棲息在死之森林的魔獸，頭上有角，外貌似犬，不只攻擊力驚人，智力也非常高，會使用火焰與雷電魔法，一隻地獄狼便可以毀滅城鎮，當以團體行動時則更加強大。
小黑（聲：木內秀信）
種族為地獄狼，小雪之夫，地獄狼族群代表。喜歡番茄與動物新鮮內臟。
小雪懷孕期間為了保護小雪遭受格鬥熊擊傷，受傷期間遇到村長被誤認為是狗，受村長照顧後居住在大樹村。
在武鬥會新增的王者部門贏過了廓倫。
小雪
種族為地獄狼，小黑之妻。喜歡番茄、草莓與甘蔗。
懷孕期間遭受格鬥熊擊傷，受傷期間遇到村長，受村長照顧後居住在大樹村。
在武鬥會新增的王者部門贏過了德麥姆。
小黑一
種族為地獄狼，小黑與小雪第一胎，雄性，好奇心旺盛而活潑，愛麗絲之夫。
很疼阿爾佛雷德。在阿爾佛雷德於北方森林受到攻擊時被召喚出來協助戰鬥。
愛麗絲
種族為地獄狼，小黑一之妻。優雅恬靜。
小黑二
種族為地獄狼，小黑與小雪第一胎，雄性，小心翼翼，小時候總是跟在小黑一身旁，伊莉絲之夫。
伊莉絲
種族為地獄狼，小黑二之妻。個性活潑。
小黑三
種族為地獄狼，小黑與小雪第一胎，雌性，四胞胎裡面力氣最大的。
烏諾
種族為地獄狼，小黑三之夫，第一批回來的小黑子孫伴侶中最快與火樂混熟的。被基拉爾評為歷代最強的地獄狼。
武鬥會騎士部門的常勝軍。
小黑四
種族為地獄狼，小黑與小雪第一胎，雄性，耶莉絲之夫，我行我素，小時候經常不跟其他三隻一起行動，西洋棋造詣極高，為大樹村西洋棋王。
耶莉絲
種族為地獄狼，小黑四之妻。喜歡洋蔥。性情凶暴。
吹雪
種族為地獄狼，小黑四與耶莉絲之女，為全身雪白的變異種"冥河狼"。
小黑五
種族為地獄狼，小黑與小雪第二胎雄。
小黑六
種族為地獄狼，小黑與小雪第二胎雄。
小黑七
種族為地獄狼，小黑與小雪第二胎雌。
小黑八
種族為地獄狼，小黑與小雪第二胎雌。
雅之 (正行)
種族為地獄狼，小黑二與伊莉絲之子，有著眾多妻子的後宮狼。
大哥
種族為地獄狼，與撿來的小狗（芬里爾）很親，後來成了夫妻。
庫里奇
種族為地獄狼，一村的守衛之一，由寶菈取名。
約翰
種族為地獄狼，一村的守衛之一，由傑克取名。被小黑任命監視滯留在大樹村療傷的陽子。
其他眾多未知地獄狼
其他數百隻未命名的小黑子孫們。

#### 惡魔蜘蛛
死之森林蜘蛛系魔物的統稱，出生時僅有拳頭大，後能成長為數疊榻榻米大小的成體，會因為特定環境或條件進化。
初次見到惡魔蜘蛛的生物會因為精神衝擊而昏厥，被視為極端危險的魔物，使用吐出的絲進行狩獵，會使用魔法。
特別喜歡村長栽種的馬鈴薯，有些個體後來甚至學會了自行烹調，但基本上喜歡生吃。
冬天出生，出生滿一年後，有些會離開村子到外面發展，例如佛歐，其餘會留在村子。
座布團
種族為惡魔蜘蛛，為最終進化不法惡魔蜘蛛，實力能輕描淡寫地應付德斯夫婦。在第一年過冬前經由地獄狼族長小黑之女小黑三介紹後與火樂相遇，並由火樂的第一印象起名為座布團。
喜歡用自己吐出的蜘蛛絲和魔獸皮革為村長及居民們縫製衣物等布製品，絲綢的質地非常高級。
以大樹村中央大樹的樹上為定居地，當村莊有外敵來襲時會用木槌敲響吊掛在樹上的木板作為警報並以敲擊數告知敵襲方向（分為東、西、南、北4個方位，各分別為敲擊一至四下），用以提醒村長哪邊有敵襲。有訪客到來時則是會敲鐘通知。
與葛菈法倫和陽子是舊識，被陽子稱為「蜘蛛女王」。在葛菈法倫拜訪大樹村時用絲救了她，否則她差點被萬能農具貫穿而亡。
枕頭
種族為惡魔蜘蛛，座布團之子，經常跟著探險的其他人外出，第一屆武鬥會冠軍。
佛歐
種族為惡魔蜘蛛系中的森林守衛，座布團之子，烏爾莎登場前已離村。
魔王國在千年前就有在北方森林目擊到相同種族的其他個體的紀錄。被當作是守護神一般的存在
在北方森林深處解救了受到襲擊的金、銀和銅，並瞬間打倒了據說只有神代龍族才能處理的混沌之物。
紅裝甲、白裝甲
種族為惡魔蜘蛛，座布團之子，目前擔任村長宅邸的門衛。
原是為了收穫祭時表演戲劇而找村長改良戲服的拳頭大蜘蛛，村長在為他們著裝上色後，隔天分別長出紅與白色的裝甲型外骨骼的進化新種。
阿拉子
種族為惡魔蜘蛛，座布團之子，目前擔任大樹地城的總管。
原先是一般的惡魔蜘蛛，後進化成有著人類上半身的阿剌克涅。
其他眾多未知惡魔蜘蛛
其他未得到村長命名的座布團之子們，數量不明。
特別喜歡踢踏舞。

#### 諾斯底蜂
女王蜂
種族為諾斯底蜂，諾斯底蜂女王，並無兵隊蜂的戰鬥能力，但相對的智力較高。最初被座布團的孩子用絲線給綑綁到大樹村，後居留在此，身長約三十厘米。
兵隊蜂
種族為諾斯底蜂，一根筋且橫衝直撞，有著不在乎勝算，先打再說的性格，身長約十五厘米。
經常為了某隻女王蜂的體型問題而請求村長派遣座布團的孩子們。
工蜂
種族為諾斯底蜂，體型與正常蜜蜂相同。

#### 芬里爾
小狗
雌性，起初在森林裡奄奄一息，後來被外出巡邏，順便尋找伴侶的地獄狼群中的大哥當作小狗帶回大樹村治療，成長後才發現是芬里爾。被村長取了個威武的名字。
長大後與大哥成為了伴侶。
其他未命名的芬里爾
並未得到名字的芬里爾，之後與大樹村中的小黑後代們結婚。

#### 獨角獸
公母皆有，但由於母獨角獸沒有角，因此經常被當成普通的馬。
並沒有獨角獸「只會讓純潔的女性騎乘」的習性。公獨角獸極度好色，因而不受公馬歡迎，但由於與獨角獸配種生出來的馬較為強壯，因此相當受牧場主人的歡迎。

#### 妖精
妖精女王
曾是魔神麾下37名軍團長之一。愛吃甜食。
據說現身時所在地的女性較容易懷上孩子，因此很受夫婦歡迎。

#### 雙頭犬
歐魯
起初是被人帶到五村引發事故的魔獸，在一次逃離後卡在排水溝，被前往搭救的座布團孩子帶到大樹村，後來在被村長發現牠很親古隆蒂時就將牠交給古隆蒂照顧，目前被古隆蒂飼養在她位於大樹村的宅邸裡。
村內戰力最弱，心靈因此有些受創，村內的牛群很關心牠。
對古隆蒂相當忠心，曾在古隆蒂恢復龍型時，誤以為古隆蒂被壓住而對古隆蒂發起攻擊，但在看到古隆蒂有多個頭後誤認成同族。

#### 不死族
死靈騎士之一
被死靈王召喚出的死靈騎士之一，因路癡而躲過白蓮的火炎，與死靈王連結斷開後與村長接觸。村長託他擔任溫泉區的守衛。
生前為有名的騎士，在武鬥會的騎士部門中展現出能力壓蘇爾蔻及座布團孩子的實力，因武器（死森木劍）折斷而敗給了安。
死靈騎士之二、死靈騎士之三
後來又會合的兩名，與死靈騎士之一一起守衛溫泉，閒暇期間磨練著團體舞技。
死靈魔導師
原本在浮游島上進行魔法研究，浮游島墜毀後被冒險者誤會成造成浮游島墜落的原因，在即將被消滅之際以轉移魔法逃離，後卡在溫泉區附近的山上，之後被死靈騎士與獅子們救援，目前與死靈騎士等人一同守衛溫泉區。

#### 其他
厄斯
烏爾莎參考村長的意見製作出來的土人偶，其材料以溫泉地的泥土為主，後為了增加強度而加入了龍鱗粉末。有著自我意識。
之後為安置未協助叛亂貴族的女僕，而在魔王國王都開了一家名為「烏爾薩斯（ウルザーズ）」的女僕店。
貓
不知何時出現在大樹村的貓，實際上是原本被封印在巨人族所居住的地下城附近的魔神，在村長將7塊封印石雕刻成眾神模樣時，同時顯現出了神罰和神蹟，使得魔神以貓的形象重生，目前正生活在大樹村，後與寶石貓結為夫妻。
珠兒
被人非法販售的寶石貓，被救出後送到大樹村，之後與魔神貓結為夫妻，並一同養育八個女兒。
庫炎坦
會說話的智慧之劍。原本是與死靈魔導師一同待在浮游島上共同管理怨念爐的魔法劍，之後浮游島墜落後被冒險者撿到，後輾轉送到大樹村，目前回到死靈魔導師手中。
雙月(蒼月)
老虎聖獸山月的子孫，原本是被貴族誤認成貓而贈送給魔王的禮物，但在運送期間長成成年老虎的姿態，後被魔王送往大樹村，之後成為貓咪們的移動暖爐，隔天與山月重逢後，主動表示要留在村子的想法被山月接受。
儘管體型較巨大，但年紀比米兒她們年幼。

### 溫泉區

#### 奇美拉
因戈爾賽王國的研究計畫所誕生的魔獸。
拉夏爾
奇美拉計畫的第21號實驗體，之後輾轉流落到了溫泉區與死靈騎士一同守衛溫泉區，其名由伊絲莉所取。
達瑪蒂
奇美拉計畫的第22號實驗體，之後輾轉流落到了溫泉區與死靈騎士一同守衛溫泉區，其名由伊絲莉所取

### 地下城迷宮

#### 巨人族
身高大約3米高，渾身長滿體毛的亞人。
由於所居住的地下城內也是血腥蝮蛇的巢穴的緣故，因此相當擅長與蛇類戰鬥。
烏歐
巨人族之一。性情溫厚。

#### 半蛇人族
上半是人身下半是蛇的亞人，有著以一擋百的實力。
裘妮雅（聲：畑中萬里江）
半蛇人族的族長。在遭遇地獄狼入侵後，決定讓一族世世代代都把胸部遮擋起來。
絲涅雅
半蛇人族的戰士長，預計成為下一任的族長。遭遇地獄狼入侵時，曾自信滿滿的前去迎擊，卻被單方面的痛毆擊倒，這也因此成了她的心理創傷。

#### 哥洛克族
有時也被稱為「石頭人」的種族，能長時間擬態成岩石狀態，以吃苔蘚維生。儘管防禦力很高，但相對的毫無攻擊力，卻有著能夠創造詩詞的智慧。

### 龍族
傳說中的神獸，其實力足以與神祇相抗，被其他生物敬而遠之。據說是時間神為了報復出軌的丈夫而創造出的神獸。
達到一定的年紀就需要待在特定地區作為鎮壓的作用

#### 神代龍族
由神所孕育出來，在神話中出場的龍都屬於這系譜，曾經共有十二個血脈。
德斯
「龍王」，龍族，哈克蓮、絲依蓮、德莱姆、賽琪蓮及德麥姆之父，居住在北方大陸，曾把前前代魔王逼退位，人類形態為時髦的中年男性。
萊美蓮
「颱風龍」，龍族，哈克蓮、睡蓮、德莱姆、賽琪蓮及德麥姆之母，居住在南方大陸，人類形態為溫厚典雅的中年女性。
溺愛著火一郎，後因訂製給火一郎的帆船被精靈帝國燒掉而氣得派遣麾下龍族前往滅國。
哈克蓮(白蓮)

絲依蓮
「魔龍」，龍族，德斯與萊美蓮之次女，馬克之妻，人類形態為眼神有點銳利的女性。
馬克斯貝爾加克
「惡龍」，龍族，愛稱「馬克」，絲依蓮之夫，出生時有受始祖幫助，龍型態為全身漆黑，很尊敬基拉爾。
根據地在西方人類國家，後來在劍聖事件時擔任誘餌。
海賽兒娜可
「暴龍」，龍族，愛稱「海賽兒」，絲依蓮與馬克之女，人類形態比拉斯蒂還年幼。預定為光的對象。
德萊姆（聲：稻田徹）
在死之森與鐵之森之間的古爾古蘭德山上築巢從而避免了魔物南下被世人稱作「守門龍」，龍族，德斯與萊美蓮之長子，葛菈法倫之夫。
鐵之森林的飛龍襲擊事件後到訪大樹村，後經常造訪大樹村，村內還有專用別墅，但在哈克蓮進駐後到訪次數急遽減少。
為準備火樂得子的送禮時被女兒拉絲蒂絲姆誤會為外遇。
因村長好奇德萊姆有多強而被哈克蓮設計參加武鬥會含淚和萊美蓮對戰。
葛菈法倫（聲：日笠陽子）
「白龍公主」，龍族，德萊姆之妻，基拉爾的姪女。與座布團是舊識。
前往大樹村時散發的殺氣而被當作敵人而險遭攻擊，在座布團的幫助和古吉的阻止下得救。
與哈克蓮是能鬥嘴的關係。
拉絲蒂絲姆

賽琪蓮
「炎龍」，龍族，德斯與萊美蓮之么女，廓倫之妻子，曾在三十多年前於南方作亂。人類形態為華麗捲髮的女性。
因為看上廓倫而與廓恩組成了陣線，聽聞村長撮合德麥姆與廓恩兩人的事蹟後隨即到大樹村尋求協助。
廓倫
龍族，賽琪蓮之夫，廓恩的弟弟。
與有著相同際遇的德麥姆交情很好。
德麥姆
龍族，德斯與萊美蓮之次子，廓恩之夫，人類形態為帥氣青年。
由於被廓恩步步進逼而到大樹村尋求協助，在村長的協助下與廓恩的關係才有了進展。
廓恩
龍族，德麥姆之妻，最初對德麥姆非常強勢的女性，在村長搓合後才與德麥姆關係改善。
廓萊因
龍族，廓倫和廓恩之父，萊美蓮的弟弟。實力不強，曾被村長擊殺的那隻流氓飛龍趕離地盤。
基拉爾
「暗黑龍」，龍族，葛菈法倫的叔父。人類形態為沉穩的中年男性。
第七代的暗黑龍，常年與德斯對抗。黑色岩石事件後突然與德斯和解，在火一郎出生時與古拉兒到訪大樹村。
古隆蒂
「神敵」，龍族，基拉爾之妻，古拉兒之母。龍型態有八個頭，人型則只有一個頭，擅長魔法。
比德斯、基拉爾年輕，但實力強大到德斯與萊美蓮都會避免與其對戰。
曾經毀滅過宗教的軍隊和燒毀世界樹與天使族(當時的神人族)為敵而被稱為「神敵」。在500年前被教會勇者襲擊受了重傷。
第十六年夏天後到訪大樹村，後為了休養身體與陪在古拉兒身邊而留在大樹村。
古拉兒
龍族，基拉爾之女，人類型態和烏爾莎的年齡相近。
在火一郎出生時到訪大樹村時曾與烏爾莎對峙。

#### 混代龍族
在神的時代之後才誕生出的龍。大部分的混代龍族都跟隨在神代龍族之下。
歐傑斯、海夫利格塔、基哈特洛伊
分別為炎龍族、風龍族、大地龍族的女性。最初為爭奪「魔黑龍」的稱號而到大樹村尋找基拉爾，但缺乏實力無法通過基拉爾的測驗。放棄魔黑龍的挑戰後努力鍛鍊，現為直屬魔王的棒球球隊「猛虎魔王軍」的代打群。
旦達基
冰龍族。女性，萊美蓮的部下。當代最強的混代龍族，因不想被找麻煩而化名為「美圖拉（メットーラ）」。實力與德萊姆相近。
奉命照顧前往魔王國王都學園就讀的阿爾佛雷德、蒂潔爾和烏爾莎三人。
書籍版為美圖拉才是本名，而旦達基是為了瞞過母親的耳目出去鬧事時的化名，事跡敗露後才要反省時就被萊美蓮相中而與阿爾佛雷德三人前往魔王國。

### 大樹一村
為避免大樹村人口過多，由火樂村長在死之森林內開闢的新村落。
居民為一般人類與樹人族，從事狩獵、農作、手工藝品等工作，另有部分居民會輪派到莎莎多街的商店任職。
依葛
樹人族的代表。
傑克
莫蒂的丈夫，因芙修而移民的10戶家庭的其中一人，在眾多有著古怪或強力背景的移民者當中，意外的並未擁有任何特殊背景，也因此成為該移民組的代表，之後被村長任命為一村代理村長。
由於只是個人類，所以實力相當弱，但在大樹一村生活久了之後，其實力已成長到能獨自擊敗一頭殺人兔。
莫蒂
傑克的妻子，因芙修而移民的10戶家庭的其中一人，是一名半人半妖精，會使用精靈魔法。睡覺時會流口水。
馬可仕
寶菈的丈夫，因芙修而移民的10戶家庭的其中一人。名字偶爾會被叫做「馬庫士」或「馬卡士」。
後被村長任命為夏莎多街市咖哩店「馬拉」的代理店長。
寶菈
馬可仕的妻子，因芙修而移民的10戶家庭的其中一人。地獄狼庫里奇就是由她所取名。

### 大樹二村
為避免孩童一輩只有村長一族而招募過來的村民，由火樂村長在死之森林內開闢的新村落。
居民以牛人族為主，從事養蠶與農作等工作。
哥頓
牛人族的代表，戰士型牛人。
蘿娜娜
牛人族派遣到大樹村的駐紮員之一。和四天王之一的葛拉茲談戀愛後結婚。

### 大樹三村
為避免孩童一輩只有村長一族而招募過來的村民，由火樂在死之森林內開闢的新村落。
居民以半人馬族為主，從事狩獵、訊息傳遞與貨物運輸等工作。
古露瓦爾德·拉比·柯爾
半人馬族的代表，女性，原本是畢克子爵家首席隨從的親戚。後因避免地位身分產生指揮問題而被魔王敕封成為魔王國子爵，之後為與身為平民的同族結婚而交還爵位。
芙卡·波羅
半人馬族。魔王國男爵。10歲。

### 大樹四村
原名太陽城，是藉由古代文明所創造出的浮空城堡，隨後其所有權輾轉落入人類與天使族之手，最後由惡魔族所佔據。
由於其創造者訂下的契約，而意外地向大樹村移動並宣戰，因為見識到雙方實力差距而選擇降伏。
居民為惡魔族、夢魔族、以及類似於人造人的馬丘里種，由於本身持有多種古代魔法道具與技術，多選擇管理或修復其中各項物品之工作。

#### 惡魔族
庫茲汀
惡魔族代表，後被村長任命為四村代理村長。小名為「阿庫」。

#### 夢魔族
通稱「魅魔」和「男魅魔」的種族，有著能讓異性做夢的能力，能自由控制夢境，當感謝他人是會讓對方做美夢，攻擊敵人時則會讓對方做惡夢。
服裝幾乎都是極為煽情的類型。
維納沃爾娜
夢魔族代表。曾因向村長表示感謝時所製作的夢境而被綁住，但在解釋後得到原諒。

#### 墨丘里種
類似人造人的種族，創造者認為男性有些年紀較容易信任，而女性則越年輕越好，因而造成太陽城內的男性墨丘里種較為年長，而女性墨丘里種則相當年輕。
葛沃·佛格馬
原太陽城城主輔佐之一，在太陽城臣服大樹村後，成為大樹四村的代理村長輔佐之一。外型為初老的風流男性。
貝爾·佛格馬
原太陽城城主首席輔佐，原本被安置在太陽城深處看管打倒魔王的武器，但因時間太久、太過無聊而心情浮躁，之後在武器被村長拿走並摧毀後解放。
伊雷·佛格馬
約莫30歲的消瘦男子，儘管外貌上與魔法師相似，但實際上的工作反而更傾向於導演和工程師。

### 大樹五村
由於在太陽城發現了古代遺留之傳送門，為了在設立傳送通道的同時不被發現其存在，而決定建設新的村子作為掩護。
位處鐵之森林與夏莎多街中途的一座丘陵，居民除了一般人類與魔族外，亦有各種亞人遷入，成為了人口達兩萬人以上的大型都市。
代理村長目前由九尾狐陽子擔任，下轄村議會與警備隊等各組織。
陽子

希伊·佛格馬
墨丘里種。有著中年退役戰士般外貌的男子，看起來像是先斬後奏的類型，但其實是個頭腦出色的類型。在必要情況下時，會擔任村中軍隊的領導。目前是陽子的輔佐。
意外的很受五村寡婦們的歡迎，常會收到許多慰問品。
洛克·佛格馬
墨丘里種。是個年輕的文官青年，其形象為頭腦優秀的眼鏡男。起初給人一種冷淡的感覺，但在接下文官的工作後，搖身一變成了熱血角色。目前是陽子的輔佐。
娜娜·佛格馬
墨丘里種。有著隨處可見的村姑模樣，但其實是個相當出色的情報專家，意外的擅長使用短刀。目前是陽子的輔佐。
法諾
矮人首領。常對旗下部分族人的自大行逕感到頭痛。在五村的鍛造比賽後，因美食與美酒的誘惑下，帶領麾下矮人正式成為五村的一份子。
曾在好林村學習過鍛造技術。
瑟蕾絲·羅金
科林教聖女。原本是村姑，被當地科林教成員發現有聖女的才能後被帶到教會訓練，卻被捲進教會內部鬥爭，在被始祖救出後送到大樹村躲藏，之後被指派到五村的教會擔任負責人。
擅長肝臟攻擊和鉤拳為主的連擊，並曾以此招式擊退過前來綁架自己的綁架犯，之後又以此招式擊退前來搶奪教會的科林教神官團。
修奈達·伊伏卡
本名「雀兒喜」，科林教聖騎士之一，真正的勇者之一。第六次武鬥會時被芙修帶到大樹村。
畢莉卡·溫埃普
現任劍聖，最初由於是臨危受命時繼承的稱號而未具相符的實力。在脫離福爾哈爾特王國後擔任五村警備隊的隊長。
在格魯夫和達尬的訓練及村長的提點後終於有了與「劍聖」稱號相符的實力。
姬涅斯塔·基涅·金·拉格艾爾芙
原精靈帝國皇女，精靈帝國滅亡後被送到五村作為人質從事體力訓練與田地工作，抓到機會向村長陳情之後被指派為甜點店「小黑與雪」的代理店長。
尼絲
蛇神的神使。收到神諭前往五村，卻因潛入陽子宅邸而被送入牢房，被陽子釋放後送往大樹村，原本打算將世界樹納入蛇神的掌控，但在看見大樹村的居民後打消念頭並在跳完奉納舞後即刻離開，卻又因神諭而在五村工作，成了燒肉店「酒肉尼絲」的代理店長。
萊塔斯·歐耶爾
現任白銀騎士，為招募劍聖而前往五村時與青銅騎士和赤鐵騎士相遇並一同行動，卻因其他兩人羞辱了前代劍聖而觸怒畢莉卡後，被迫與畢莉卡戰鬥卻不慎落敗，最後與其他兩人一同接受訓練。
原先對於畢莉卡不以劍聖自稱而感到無法理解，但在目睹畢莉卡與格魯夫的對戰後釋懷。
青銅騎士
與白銀騎士和赤鐵騎士其名的騎士，原本是為招募劍聖而前往五村，卻因和赤鐵騎士一同羞辱了前代劍聖而觸怒畢莉卡，因而被畢莉卡第一個打倒，之後與其他兩人一同受訓，後與村長陳情後成為了「青銅茶屋」的代理店長。
赤鐵騎士
與白銀騎士和青銅騎士其名的騎士，但因常亂來而給隨從添麻煩。原本是為招募劍聖而前往五村，卻因和青銅騎士一同羞辱了前代劍聖而觸怒畢莉卡，卻在目睹青銅騎士和白銀騎士先後被擊敗而逃跑，卻逃跑失敗，之後與其他兩人一同受訓，後為了賺取滯留五村的經費而在酒肉尼絲內打工。
基森·賀利茲
赤鐵騎士的隨從，常因赤鐵騎士亂來而聽取民眾抱怨一事頗有微詞，後因赤鐵騎士被迫在五村接受訓練而留在五村，但與赤鐵騎士不同，而是以賓客的身份留下。
普拉達
古惡魔族，古吉的部下。擅長文書工作、喜歡美術品、嗜賭。實力略低於布爾加和史提法諾。
在村外獲得獎賞徽章後因賭博而失落，為了討回獎賞徽章而引發盜賊團事件，被村長判處在五村進行贖回一枚獎賞徽章等值的勞役。

### 加爾加魯德魔王國
加爾加魯德
魔王，優莉的父親。是個相當溺愛優莉的女兒控，後在大樹村與貓咪相處後變成了貓奴。其名並非本名，而是每一任魔王上任時必用的名字。
本名為「吉布斯里（キブスリー）」。
優莉
魔王的女兒。曾為了將芙勞帶回自己身邊而組織約300人的部隊，意圖燒毀大樹村，卻被芙勞帶領的3名半蛇人擊潰，並與其他貴族千金們一同被俘虜至大樹村，但與貴族千金們不同，並非以芙勞部下的形式，而是以客人的形式滯留大樹村，離開後性格變得較為成熟穩重，後成為五村的管理者。

#### 加爾加魯德貴族學園
安妮·羅榭
加爾加魯德貴族學園的學園長，魔王之妻，優莉的母親。真實形象為13～15歲的少女，但為了有威嚴而選用了30歲的外貌，實際年齡較魔王年長。
曾在優莉小時候變回真實形象時被撞見而自稱姐姐，此事直到前往大樹村後才被優莉知曉。
事務姊姊
在學園事務所內工作的女職員，常與布隆打交道，之後與布隆發展成戀愛關係，最後與布隆結為連理。年齡比布隆年長了15歲。
美女治療士
在學園保健室工作的治療士，自稱「美女治療士大姊姊」。因古洛經常進出保健室的緣故而時常替他治療，進而發展成戀愛關係，之後與古洛正式訂婚。
古羅畢菲
貴族學園的新生，愛稱為「古洛」。起初打算稱霸學園，但在首戰就被打倒，被打倒後與美女治療士相遇，之後多次進出保健室時，皆受到美女治療士的治療、照顧後產生好感並改變志向，努力學習治療魔法，最後與美女治療士正式訂婚。
由於多次進出保健室的原因出自於獸人族，因此留下了看到獸人族之後會不自覺發抖的後遺症。
梅涅克
外型像山羊的魔族。自認自己是傳說中巴風特中的「達賽基（ダセキ）」轉世，在一次營火派對中鬧出事故遭到逮捕，後被介紹到學園管理牧場。
伊絲莉·伊雷本艾特
人類，16歲，隸屬戈爾賽王國情報統籌部的暗殺者，不愛吃胡蘿蔔，怕鬼。
作為被貴族僱用的女孩身分潛入學園就讀，起初打算與烏爾莎等人保持距離卻因挑食而被烏爾莎等人逮住。原本打算在冬季時留在學園協助管理牧場，卻在申請前被烏爾莎挾持帶往大樹村。
組織綁架瑟蕾絲時負責照顧她，在大樹村重逢時被鉤拳擊沉。

#### 魔王國四天王
魔王國的4名重臣，分別管理「財務」、「內政」、「軍事」和「外交」。
地位相當於公爵，即便卸任，地位也相當於侯爵。
比傑爾·克洛姆伯爵（聲：上田燿司）
魔王國四天王之一，掌管外交，同時也是芙勞的父親。非常溺愛孫女。很擅長使用轉移魔法。
第一位前往大樹村進行交涉的魔族，但差點沒被當地的住戶嚇死。
葛拉茲·布利托亞侯爵（聲：笹沼晃）
魔王國四天王之一，掌管軍事，牛人族，很擅長指揮，經常穿戴盔甲。被伊絲莉稱為「無敵的指揮官」。
從魔王處聽聞大樹村的消息而來到大樹村，在對戰後受到療傷照顧後對蘿娜娜求婚被拒絕，村長表示必須在尊重蘿娜娜個人意願下進行追求後，欲以想與蘿娜娜朝夕相處為由欲辭退官位爵位，後被比傑爾和蘿娜娜阻止。
之後與蘿娜娜結婚。
藍登（聲：高橋伸也）
一手撐起魔王國內政的四天王之首，平民出身。在剛開始聽聞大樹村的情報時好幾度要直接辭職。
在滑板祭時到訪大樹村。曾以自己妹妹相親為由從格魯夫身上討走了1/4的大樹村調味料後確保了妹夫。
荷·雷格
魔王國四天王之一，掌管財務，女性，嗜酒，未婚。
起初在學園長的許可下偽裝成名為「柯涅姬忒」的學生尋找對象，疑似在大樹村看上席爾，席爾到學園後積極追求他，之後成為嫁給席爾的9名女性之一，但由於身份的關係，因此在產子和育兒以外的時間仍舊要工作。

#### 貴族子嗣
安蒂莉·普加爾
普加爾伯爵的七女，後與金結為連理。
琦莉薩娜·古力奇
古力奇伯爵的五女，後與金結為連理。起初因不滿安蒂莉比自己先結婚而妨礙他們倆的婚事，後與安蒂莉結為共同戰線。
艾琳
魔王國某位子爵的長女，家族中的最強者，返回學園時向銀挑戰卻不慎落敗，因自己喜歡比自己強悍的男人而在落敗後開始追求銀，後成為銀的9位夫人之一。
因父親一時說錯話而使得她成為家族中最強者，也讓父親因此絕望到不在乎女兒婚姻對象的身份地位。
羅薇雅
學園最強的魔法使，與艾琳同樣只願意嫁給比自己強悍的男人，後成為銀的9位夫人之一。

#### 夏莎多街市
位於南方海岸處的海港城鎮，盛產各種蝦蟹魚貝，當地的戈隆商會是最早和大樹村建立貿易關係的組織，經常以海產向大樹村交易，並取得酒、水果、辛香料等多種在其他地區被視為珍饈的貨品。
目前在市鎮內建立起了由火樂村長出資的複合式商店"夏莎多大屋"，並販售咖哩、漢堡、炸物、義大利麵等料理，聲名遠播。
麥可·戈隆
夏莎多街市「戈隆商會」的會長，在與大樹村第一次交易後，和村長簽訂契約，成為大樹村的契約商人。
擅長鎖腕。
馬龍·戈隆
麥可的兒子，戈隆商會的下任會長，負責夏莎多街市各店家的協調工作。
起初不願參加大樹村的收穫祭，但卻被自己父親硬是帶去，參加完之後已能與德萊姆正常對話，不再緊張。
提特·戈隆
馬龍的堂弟，戈隆商會的會計。
蘭迪·戈隆
馬龍的堂弟，戈隆商會的採購負責人。
米爾弗德
戈隆商會的戰鬥隊長。
賽德羅
戈隆商會總店的店長，麥可的岳父。
基亞格
夏莎多街市的武者，是個高頭大馬，使用雙劍的壯漢。
是格魯夫被稱為「武神格魯夫」的主因。
夏佛·里格
魔王國里格男爵的嫡子，喜愛美食。由於某位侯爵付不出購買糧食的費用，因此以成為男爵代替報酬，也因此使得里格家常被人在背後評論為「用錢買來的爵位」。
目前在咖哩店馬拉擔任員工。
伊法魯斯
負責管理夏莎多街市的代官，基爾斯派克的父親。
基爾斯派克
伊法魯斯代官之子，後與麵包店老闆的女兒菲亞莉娜結為夫妻。
菲亞莉娜
夏莎多街市麵包店的老闆女兒，目前正為了讓自家麵包店所做的麵包賣到全世界而努力，後援基爾斯派克結為夫妻。

#### 精靈帝國
曾是居住於魔王國北方森林的精靈，後背叛莉格涅等人並逃到一座島上建國，卻因得罪萊美蓮而被萊美蓮率領部下逼迫向魔王國投降，正式滅國，其王室成員則作為人質送入五村。
姬涅斯塔·基涅·金·拉格艾爾芙

### 科林教
瓦爾格萊夫

芙修
女性，科林教司教之一，外號「辣手芙修」。
滑板季時與始祖一同到訪，為了患病的兒子前來求藥。
瑟蕾絲

修奈達·伊伏卡

### 天使之里
瑪爾比特
天使族，現任天使族族長，琪亞比特的母親。由於丈夫是個空有外表的男人而讓琪亞比特感到自卑，導致琪亞比特的擇偶條件變得特別嚴苛。
被莉亞母親稱為「陰險天使」。
曾因世界樹被毀滅一事與古隆蒂敵對。後偕同蘇爾蘿與菈絲瑪莉亞在大樹村與其和解。
琳夏
天使族，天使族輔佐長，蒂雅的母親。因為害羞的緣故，與蒂雅都是用翅膀的細微動作交流。
天使族中的常識人，因瑪爾比特經常摸魚感到頭痛。
在村長對外展示的行動中給出了許多可靠的建議。
蘇爾蘿
天使族，原殲滅天使，蘇爾琉和蘇爾蔻的母親。武鬥派的首領，戰鬥力在天使族中只低於蒂雅。
因世界樹苗成長為大樹而信奉火樂。來到大樹村後變得跟瑪爾比特一樣經常摸魚。
菈絲瑪莉亞
天使族，格蘭瑪莉亞的母親。外貌華麗，村長的第一印象是比起天使更像是女神的人。
瑞吉蕾芙
天使族，天使族大長老。未婚。重視傳統的武鬥派。
起初對於族人計畫搬遷至大樹村一事感到不滿因而打算襲擊大樹村，誤認而被一村的住民們擊倒後被送入大樹村治療，對村長抱持惡意時被萬能農具威脅後變得開始信奉村長。

### 神
創造神（聲：速水獎）
創造世界的神，也是讓村長穿越到異世界的神。
其實不太會犯錯，大概做事幾百萬次會出錯一次，但卻在街尾火樂身上連續出錯。
時間神
創造神的妻子，也是創造神創造出的第一個神。
為了報復外遇的創造神而製造出神代龍族。
農業神（聲：M·A·O）
創造神和時間神的女兒，又被稱作「地母神」或「農神」等。
因為萬能農具的去向及創造神的失誤開始關注火樂所在的世界。
經常收到其虔誠的祈禱，又因被刻成開花爺爺形象的神像一事而找創世神抱怨，甚至對聖女下過神諭修正形象，後因貓造成的頻道干擾而失敗。
在火樂(萬能農具)終於刻出正確的女神形象雕像以及該世界樹成長後的諸神宴會時都愉快的大鬧了一番。

### 其他

#### 飛龍族
主要棲息在鐵之森的南側以及夏莎多街市近郊。
流氓飛龍
火樂第一次接觸的飛龍。實力強悍到在神代龍族中也只有德斯、基拉爾等級的才能制服的特殊個體。品性惡劣。
在路過時攻擊大樹村，被憤怒的村長擊殺。
小型飛龍
拉絲蒂支配的部下，負責傳遞與村子相關的通信。
飛龍長老
流氓飛龍襲擊事件後一直想找機會謝罪，在五村建設前和解。因有些年紀的緣故，因此其性格較其他飛龍溫和。

### 村長子嗣
| 母系種族 | 孩子名（暫譯） | 性別 | 父親     | 母親                                   | 出生年份                     | 備註                                     |
| -------- | -------------- | ---- | -------- | -------------------------------------- | ---------------------------- | ---------------------------------------- |
| 吸血鬼   | 阿爾弗雷德     | 男性 | 街尾火樂 | 露露西·露 （種族代表）                 | 第7年春出生                  | 大樹村下任村長（暫定）                   |
| 吸血鬼   | 露普米莉納     | 女性 | 街尾火樂 | 露露西·露 （種族代表）                 | 第14年秋出生                 |                                          |
| 天使族   | 蒂潔爾         | 女性 | 街尾火樂 | 蒂雅 （種族代表）                      | 第7年秋出生                  | 大樹村下任村長輔佐（暫定）               |
| 天使族   | 奧羅拉         | 女性 | 街尾火樂 | 蒂雅 （種族代表）                      | 第14年秋出生                 |                                          |
| 天使族   | 羅潔瑪利亞     | 女性 | 街尾火樂 | 格蘭瑪莉亞                             | 第15年冬出生                 |                                          |
| 天使族   | 拉拉迪爾       | 女性 | 街尾火樂 | 庫德兒                                 | 第17年夏出生                 |                                          |
| 天使族   | 托爾瑪尼       | 女性 | 街尾火樂 | 可羅涅                                 | 第17年夏出生                 |                                          |
| 龍族     | 火一郎         | 男性 | 街尾火樂 | 哈克蓮                                 | 第10年秋出生                 | 龍族下下任龍王（暫定）、古拉兒的未來丈夫 |
| 龍族     | 光             | 男性 | 街尾火樂 | 哈克蓮                                 | 第17年冬出生                 | 與卑彌乎是雙胞胎、海賽兒的未來丈夫       |
| 龍族     | 卑彌乎         | 女性 | 街尾火樂 | 哈克蓮                                 | 第17年冬出生                 | 與光是雙胞胎                             |
| 龍族     | 拉娜農         | 女性 | 街尾火樂 | 拉絲蒂斯姆 （種族代表）                | 第12年夏出生                 |                                          |
| 龍族     | 庫庫爾坎       | 男性 | 街尾火樂 | 拉絲蒂斯姆 （種族代表）                | 第18年春出生                 |                                          |
| 高等精靈 | 利留斯         | 男性 | 街尾火樂 | 莉亞 （種族代表）                      | 第9年夏出生                  | 高等精靈下任領導者（暫定）               |
| 高等精靈 | 利格爾         | 男性 | 街尾火樂 | 莉婕                                   | 第9年夏出生                  | 高等精靈下任領導者輔佐（暫定）           |
| 高等精靈 | 拉提           | 男性 | 街尾火樂 | 菈法                                   | 第9年夏出生                  | 高等精靈下任領導者輔佐（暫定）           |
| 高等精靈 | 未定           | 女性 | 街尾火樂 | 未定                                   | 第14年秋出生                 | 作者未公布                               |
| 高等精靈 | 未定           | 女性 | 街尾火樂 | 未定                                   | 第14年秋出生                 | 作者未公布                               |
| 山精靈   | 未定           | 男性 | 街尾火樂 | 希特爾托                               | 第14年秋出生                 | 作者未公布                               |
| 山精靈   | 未定           | 男性 | 街尾火樂 | 未定                                   | 第14年秋出生                 | 作者未公布                               |
| 山精靈   | 未定           | 女性 | 街尾火樂 | 未定                                   | 第14年秋出生                 | 作者未公布                               |
| 鬼人族   | 特萊茵         | 男性 | 街尾火樂 | 安 （種族代表）                        | 第9年夏出生                  | 鬼人族下任領導者（暫定）                 |
| 鬼人族   | 櫻             | 女性 | 街尾火樂 | 安 （種族代表）                        | 第19年春出生                 |                                          |
| 鬼人族   | 拉穆娜         | 女性 | 街尾火樂 | 拉姆莉亞斯                             | 第19年夏出生                 |                                          |
| 魔族     | 芙拉西亞貝兒   | 女性 | 街尾火樂 | 芙勞雷姆 （名義上的村代官 、種族代表） | 第11年冬出生                 |                                          |
| 獸人族   | 賽緹           | 女性 | 街尾火樂 | 賽娜 （種族代表）                      | 第12年春出生                 |                                          |
| 獸人族   | 賽特           | 男性 | 街尾火樂 | 賽娜 （種族代表）                      | 第19年秋出生                 |                                          |
| 獸人族   | 未定           | 男性 | 街尾火樂 | 未定                                   | 第14年秋出生                 | 作者未公布                               |
| 獸人族   | 未定           | 男性 | 街尾火樂 | 未定                                   | 第14年秋出生                 | 作者未公布                               |
| 其他     | 烏爾布拉莎     | 女性 | 街尾火樂 | 哈克蓮                                 | 第9年秋時候 （年紀五歲左右） | 實為養父母                               |

## 世界觀

### 地理環境
魔王國
全名為加爾加魯德魔王國，是依照現任魔王而命名的，領地廣大，包括夏沙多鎮、死之森林、鐵之森林等地。
政治制度為以魔王作為中心的貴族階級制，其下由四天王分別統領內政、財政、外交、軍務，地方事務則由各處領主管轄。
居民以魔族為主體，外表雖形似一般人類但擁有更多的魔力存量，可用於生活或是戰鬥之用。
由於蔓延於整片大陸的饑荒之故，近年和西方的人類國家有所衝突，但隨著新作物與料理方法的引入而使飢荒緩解。
死亡森林
棲息著多種致命魔獸與魔物的森林，被世人認為絕不可輕易進入的領域。
在大樹村建立之前僅有少數獸人族和高等精靈族在其中艱困求生，即使在火樂村長積極開發後，仍舊有大片未經探勘的危險區域。
似乎因為封印著遠古魔神之故，導致死之森林的生態變得特殊且危險。
鐵之森林
存在於死亡森林南方的森林，雖然危險程度不如死亡森林，但由於有飛龍族等生物棲息其中，依舊被視為畏途。

### 異世界原生種

#### 植物類
迷宮薯
可在陰暗處種植，缺點是不好吃，以及在陽光下種植會長不出薯來，優點是陰暗處也能生長，以及收穫量豐厚。後在約200年前滅絕，現今僅存在於太陽城。
由於在陽光下重約一個月就會枯萎，可作為優質的肥料。因此在火樂的推薦下成為減緩飢荒的好用植物
妖精小麥
與迷宮薯同樣有著能種植在陰暗處，以及荒地也能種得活的優點，但在陽光下也能正常生長，且味道比迷宮薯要好，缺點是收穫量較低，以及種植過的地方無法種植其它植物。後在約15年前的疾病流行中造成人類國家爆發飢荒。

#### 生物類
地獄狼
居住於死之森內部的災害級魔獸，具有高度智慧，並有著極高的危險性，可只憑藉一隻便摧毀一個城鎮。
帝王地獄狼
地獄狼的高階種，外型與地獄狼並無差別，但戰鬥能力更強，村長最初帶進村中的地獄狼便是被歸類於此種。
惡魔蜘蛛
居住於死之森內部的魔物，危險性絲毫不輸給地獄狼，具有高度智慧及「鳥類天敵」的稱號，能以自身的絲線和其它動物的毛皮製作布製品，體型最大可超過20米。
不法惡魔蜘蛛
惡魔蜘蛛的高階種，體型僅有2、3米，但有著絲毫不輸給神代龍族的戰鬥能力，被小黑三介紹加入的惡魔蜘蛛便是被歸類為此種。
殺人兔
居住於死之森林內部的食肉兔，體型相當於大型犬，村長口中的「長有獠牙的兔子」。他們的眼睛可以看過對手的動作後推判推手的下一步
格鬥熊
居住於死之森林內部的巨熊，體型約莫5、6米高。
血腥蝮蛇
居住於死之森林內部的巨蛇，身長超過20米，再生能力極強，即便僅剩頭部也能再生。肉質清爽且難以腐壞。
驚慌馴鹿
肉質普通，但角有著極為驚人的美味。一旦遇到危險便會直接逃跑。
死亡球
居住於死之森林內部的犰狳型生物，外皮較為堅硬，滾動速度相當快，因此獵捕難度較高，但一旦停止滾動便很容易被獵捕。

#### 不明
混沌生物
誕生方式、出現頻率與誕生原因等一切不明的不明生物。實力會藉由所吃下的生物實力和數量而提高，目前已知的消滅方式為由神代龍族和惡魔蜘蛛來打倒。

## 出版書籍

### 小說
| 集數 | 角川書店       | 角川書店                                                          | 台灣角川       | 台灣角川               |
| 集數 | 發售日期       | ISBN                                                              | 發售日期       | ISBN                   |
| ---- | -------------- | ----------------------------------------------------------------- | -------------- | ---------------------- |
| 1    | 2017年10月30日 | ISBN 978-4-04-734848-6                                            | 2019年3月20日  | ISBN 978-9-57-564820-6 |
| 2    | 2018年3月5日   | ISBN 978-4-04-735018-2                                            | 2019年8月1日   | ISBN 978-9-57-743160-8 |
| 3    | 2018年7月5日   | ISBN 978-4-04-735221-6                                            | 2020年1月31日  | ISBN 978-9-57-743504-0 |
| 4    | 2018年11月5日  | ISBN 978-4-04-735393-0                                            | 2020年5月6日   | ISBN 978-9-57-743760-0 |
| 5    | 2019年4月5日   | ISBN 978-4-04-735590-3                                            | 2020年9月3日   | ISBN 978-957-743-965-9 |
| 6    | 2019年9月30日  | ISBN 978-4-04-735733-4                                            | 2021年3月22日  | ISBN 978-986-524-283-1 |
| 7    | 2020年4月8日   | ISBN 978-4-04-736018-1                                            | 2021年8月6日   | ISBN 978-986-524-697-6 |
| 8    | 2020年8月7日   | ISBN 978-4-04-736205-5                                            | 2021年11月8日  | ISBN 978-986-524-946-5 |
| 9    | 2020年12月28日 | ISBN 978-4-04-736455-4                                            | 2022年2月21日  | ISBN 978-626-321-211-4 |
| 10   | 2021年4月30日  | ISBN 978-4-04-736521-6 ISBN 978-4-04-736522-3（附廣播劇CD特装版） | 2022年9月26日  | ISBN 978-626-321-782-9 |
| 11   | 2021年9月30日  | ISBN 978-4-04-736796-8                                            | 2023年1月6日   | ISBN 978-626-352-165-0 |
| 12   | 2022年3月31日  | ISBN 978-4-04-736983-2                                            | 2023年6月21日  | ISBN 978-626-352-595-5 |
| 13   | 2022年8月30日  | ISBN 978-4-04-737139-2                                            | 2023年8月16日  | ISBN 978-626-352-807-9 |
| 14   | 2022年12月28日 | ISBN 978-4-04-737310-5                                            | 2023年11月8日  | ISBN 978-626-378-165-8 |
| 15   | 2023年4月28日  | ISBN 978-4-04-737433-1                                            | 2024年1月25日  | ISBN 978-626-378-398-0 |
| 16   | 2023年10月30日 | ISBN 978-4-04-737662-5                                            | 2024年11月18日 | ISBN 978-626-400-799-3 |
| 17   | 2024年6月28日  | ISBN 978-4-04-738029-5                                            |                |                        |
| 18   | 2025年1月31日  | ISBN 978-4-04-738198-8                                            |                |                        |

### 漫畫

#### 正篇
| 集數 | 富士見書房   | 富士見書房             | 台灣角川       | 台灣角川               |
| 集數 | 發售日期     | ISBN                   | 發售日期       | ISBN                   |
| ---- | ------------ | ---------------------- | -------------- | ---------------------- |
| 1    | 2018年3月5日 | ISBN 978-4-04-072604-5 | 2019年8月14日  | ISBN 978-9-57-743187-5 |
| 2    | 2018年7月5日 | ISBN 978-4-04-072777-6 | 2020年1月9日   | ISBN 978-957-743-490-6 |
| 3    | 2019年4月5日 | ISBN 978-4-04-073130-8 | 2020年1月9日   | ISBN 978-957-743-491-3 |
| 4    | 2019年9月9日 | ISBN 978-4-04-073320-3 | 2020年5月11日  | ISBN 978-957-743-726-6 |
| 5    | 2020年1月9日 | ISBN 978-4-04-073425-5 | 2020年8月20日  | ISBN 978-957-743-908-6 |
| 6    | 2020年8月7日 | ISBN 978-4-04-073764-5 | 2021年3月22日  | ISBN 978-986-524-258-9 |
| 7    | 2021年3月9日 | ISBN 978-4-04-074010-2 | 2021年9月27日  | ISBN 978-986-524-749-2 |
| 8    | 2021年9月9日 | ISBN 978-4-04-074237-3 | 2022年5月19日  | ISBN 978-626-321-447-7 |
| 9    | 2022年4月8日 | ISBN 978-4-04-074499-5 | 2023年2月16日  | ISBN 978-626-352-243-5 |
| 10   | 2023年1月7日 | ISBN 978-4-04-074827-6 | 2023年11月16日 | ISBN 978-626-378-142-9 |
| 11   | 2023年7月7日 | ISBN 978-4-04-075042-2 | 2024年4月18日  | ISBN 978-626-378-813-8 |
| 12   | 2024年2月9日 | ISBN 978-4-04-075322-5 | 2024年11月21日 | ISBN 978-626-400-845-7 |
| 13   | 2024年9月9日 | ISBN 978-4-04-075584-7 |                |                        |
| 14   | 2025年3月7日 | ISBN 978-4-04-075833-6 |                |                        |

#### 異世界悠閒農家的日常
| 集數 | 富士見書房   | 富士見書房             |
| 集數 | 發售日期     | ISBN                   |
| ---- | ------------ | ---------------------- |
| 1    | 2023年1月7日 | ISBN 978-4-04-074829-0 |
| 2    | 2024年2月9日 | ISBN 978-4-04-075323-2 |
| 3    | 2024年2月9日 | ISBN 978-4-04-075324-9 |
| 4    | 2024年9月9日 | ISBN 978-4-04-075585-4 |
| 5    | 2025年3月7日 | ISBN 978-4-04-075834-3 |

## 電視動畫

### 主題曲
片頭曲Flower Ring
歌：露（下地紫野）＆蒂雅（洲崎綾）
作詞、作曲：藤井萬利子，編曲：津波幸平
片尾曲Feel the winds
歌：緋月唯
作詞、作曲、編曲：鈴木裕明
插入曲葡萄踏みの唄
歌：緋月唯
作詞、作曲、編曲：Johannes Nilsson

### 各話列表
| 話數 | 標題               | 劇本       | 分鏡              | 演出              | 作畫監督                                   | 總作畫監督 | 首播日期      |
| ---- | ------------------ | ---------- | ----------------- | ----------------- | ------------------------------------------ | ---------- | ------------- |
| 1    | 萬能農具           | 倉谷涼一   | 倉谷涼一          | 倉谷涼一          | 齊藤佳子 中原清隆 山口光紀                 | 齊藤佳子   | 2023年 1月6日 |
| 2    | 第一位村民         | 倉谷涼一   | 倉谷涼一          | 倉谷涼一          | 金澤龍 山下敏成 中原清隆 五十内裕輔        | 齊藤佳子   | 1月13日       |
| 3    | 同居人接連造訪     | 待田堂子   | 岩永大慈          | 志賀岳            | 五十内裕輔                                 | 五十内裕輔 | 1月20日       |
| 4    | 豐富生活的水道     | 待田堂子   | 喜多幡徹          | 喜多幡徹          | 皆川祐輝                                   | 五十内裕輔 | 1月27日       |
| 5    | 咖喱與過冬         | 小島總一郎 | 大石康之          | 小野田雄亮        | 山本正嗣                                   | 中原清隆   | 2月3日        |
| 6    | 村子               | 倉谷涼一   | 倉谷涼一          | 門田英彥 倉谷涼一 | 松尾慎                                     | 齊藤佳子   | 2月10日       |
| 7    | 款待之心           | 待田堂子   | 岩永大慈          | 鈴木真彥          | 權容祥 鄉敏治 永田有香 飯野堅一            | 中原清隆   | 2月17日       |
| 8    | 研究家與兩位大小姐 | 小島總一郎 | 岩永大慈          | 志賀岳            | 皆川祐輝                                   | 五十內裕輔 | 2月24日       |
| 9    | 商人與龍           | 倉谷涼一   | 岩永大慈 倉谷涼一 | 小野田雄亮        | 山本正嗣 澤口裕也 半田仁 西本真吾          | 中原清隆   | 3月3日        |
| 10   | 公主優莉           | 待田堂子   | 喜多幡徹          | 喜多幡徹          | 下谷美保                                   | 五十內裕輔 | 3月10日       |
| 11   | 日常與始祖大人     | 待田堂子   | 岩永大慈          | 志賀岳            | 下谷美保                                   | 五十內裕輔 | 3月17日       |
| 12   | 诞生               | 仓谷涼一   | 安田好孝 仓谷凉一 | 门田英彦          | 齐藤佳子 五十内裕辅 中原清隆 乡敏治 半田仁 | -          | 3月24日       |

### 播映平台
| 播映地區   | 播映平台 | 播映日期                    | 播映時間              | 備註 |
| ---------- | --- | --------------------------- | --------------------- | ---- |
| 臺灣       | 巴哈姆特動畫瘋、中華電信MOD、Hami Video、LiTV 線上影視、myVideo、遠傳friDay影音 LINE TV、KKTV、Yahoo TV 一起看、CATCHPLAY+、亂搭、愛奇藝、木棉花台灣YouTube頻道 | 2023年1月6日－2023年3月24日 | 星期五 21:00（UTC+8） |      |
| 香港、澳門 | 木棉花香港YouTube頻道 | 2023年1月6日－2023年3月24日 | 星期五 21:00（UTC+8） |      |

## 外部連結
- 《異世界悠閒農家》網路版小說官方網站（日語）
- 《異世界悠閒農家》文庫版小說官方網站（日語）
- 《異世界悠閒農家》漫畫版試閱網站（最新話免費）（日語）
- 《異世界悠閒農家》動畫官方網站（日語）
- 動畫官方的X（前Twitter）（日語）